# San Benedetto dei Marsi
San Benedetto dei Marsi – miejscowość i gmina we Włoszech, w regionie Abruzja, w prowincji L’Aquila.
Według danych na rok 2004 gminę zamieszkiwały 4004 osoby, 160,2 os./km².
Z San Benedetto dei Marsi pochodzi Chiara Di Iulio, włoska siatkarka, reprezentantka kraju.